# گاوبازی (فیلم ۱۹۶۳)
گاوبازی (اسپانیایی: La becerrada‎) یک فیلم کمدی به کارگردانی خوزه ماریا فورکه است که در سال ۱۹۶۳ منتشر شد.

## گزیدهٔ بازیگران
- فرناندو فرنان گومز
- آمپارو سولر لئال
- ماریا خوزه آلفونسو
- رافائلا آپاریسیو
- مانوئل الکساندره
- چوس لامپره‌آبه
- آنخل آلوارس
- آگوستین گونسالس
- ماری بگونیا
- نوریا تورای
- فلیکس فرناندس